# جعفرآباد (جبراییل)
جعفرآباد (ترکی آذربایجانی: Cəfərabad) یک منطقهٔ مسکونی در جمهوری آرتساخ است که در استان هادروت واقع شده‌است.